# 喜多尚江
喜多 尚江（きた なおえ、11月6日 - ）は、日本の漫画家。大阪府出身。

## 経歴
1987年、体が軽く空中に浮いてしまう主人公をめぐる恋愛物である「ライト・ボーイ」で白泉社の第12回アテナ新人大賞新人賞を受賞。翌1988年、『別冊花とゆめ』（白泉社）に掲載の「そして彼はひまわりになった」でデビュー。以降、白泉社の漫画雑誌で活動。

## 作品リスト

### 長編
- 真夏の国
- 空の帝国
- 銀のトゲ
- 地球の王様
- 願いごとは三回
- ファンタジア
- ピアノの恋人
- ぐるり
- パパゴト
- KING MARKER ―王の採点係―
- ココロイロイロ

### 中編
雑誌に短期集中連載されたものなど。
- ブラックリスト
- イチゴとメロンとオバケ
- 新宇宙
  - 天使じゃないよ（『新宇宙』収録の短編、上記の続編）
- 悪だくみは木の上で
- 綺麗展覧会

### 短編連作
シリーズ名は俗称であり正式なものではない
- D（ドラゴン）シリーズ
  - DEAR D（『イチゴとメロンとオバケ』収録）
  - D絵巻（『新宇宙』収録）
  - 聖獣D（『鬼がふり返った刻』収録）
  - 鬼がふり返った刻（同上）
- ピー太シリーズ
  - リピート　（『新宇宙』収録）
  - スタート地点（『真夏の国2』収録）
  - 星はなんでも知っている（『鬼がふり返った刻』収録）
- そして彼はひまわりになった（『ブラックリスト』収録）
- いばら姫（同上）

## 単行本リスト

### 花とゆめCOMICS
白泉社の花とゆめCOMICSより発行されたもの。
- ブラックリスト - 1990年1月、ISBN 4-59-212513-4
- イチゴとメロンとオバケ - 1990年11月、ISBN 4-59-212534-7
- 新宇宙 - 1991年6月、ISBN 4-59-212564-9
- 悪だくみは木の上で - 1992年4月、ISBN 4-59-212586-X
- 地球の王様 - 1992年11月、ISBN 4-59-212607-6
- 真夏の国 
  1. 1993年3月、ISBN 4-59-212619-X
  2. 1995年7月、ISBN 4-59-212703-X
  3. 1998年3月、ISBN 4-59-212873-7
- 願いごとは三回 - 1993年10月、ISBN 4-59-212641-6
- ファンタジア - 1994年3月、ISBN 4-59-212663-7
- 空の帝国
  1. 1995年2月、ISBN 4-59-212448-0
  2. 1995年5月、ISBN 4-59-212449-9
  3. 1995年10月、ISBN 4-59-212450-2
  4. 1995年12月、ISBN 4-59-212498-7
  5. 1996年4月、ISBN 4-59-212499-5
  6. 1996年12月、ISBN 4-59-212500-2
  7. 1997年2月、ISBN 4-59-212743-9
- 鬼がふり返った刻 - 1996年8月、ISBN 4-59-211645-3
- ダブルムーン - 1998年5月、ISBN 4-59-212881-8
- ピアノの恋人
  1. 1998年9月、ISBN 4-59-217704-5
  2. 1999年1月、ISBN 4-59-217112-8
- 綺麗展覧会 - 1999年8月、ISBN 4-59-217736-3
- 銀のトゲ
  1. 2001年1月、ISBN 4-59-217778-9
  2. 2001年12月、ISBN 4-59-217228-0
  3. 2003年6月5日、ISBN 4-59-217379-1
  4. 2004年8月5日、ISBN 4-59-217380-5
  5. 2006年1月5日、ISBN 4-59-217898-X
- ぐるり
  1. 2001年11月、ISBN 4-59-217336-8
  2. 2002年6月19日、ISBN 4-59-217337-6
- パパゴト
  1. 2003年5月19日、ISBN 4-59-217229-9
  2. 2003年10月17日、ISBN 4-59-217230-2
- KING MARKER ―王の採点係―
  1. 2004年6月18日、ISBN 4-59-217316-3
  2. 2005年1月19日、ISBN 4-59-217317-1
- ココロイロイロ - 2006年1月、ISBN 4-592-18838-1

### 花とゆめCOMICSスペシャル
白泉社の花とゆめCOMICSスペシャルより発行されたもの。
- ピアノの恋人 ppp（ピアニッシシモ）
  1. 2017年4月、ISBN 978-4-592-21786-2
  2. 2018年4月、ISBN 978-4-592-21787-9
  3. 2019年5月、ISBN 978-4-592-21788-6

### JETS COMICS
白泉社のJETS COMICSより発行されたもの。
- 真夏の国 完全版 - 花とゆめコミックスで未完となっていた本作に、書き下ろしの完結編を加え再編集したもの。
  1. 2004年10月29日、ISBN 4-59-214218-7
  2. 2004年10月29日、ISBN 4-59-214219-5

### 白泉社文庫
白泉社の白泉社文庫より発行されたもの。
- 空の帝国
  1. 2005年1月、ISBN 4-59-288608-9
  2. 2005年3月、ISBN 4-59-288609-7
  3. 2005年5月、ISBN 4-59-288610-0

### CMX
英語。Paperback
- The Empty Empire
  1. 2006年8月、ISBN 1401211216
  2. 2006年11月、ISBN 1401211224
  3. 2007年2月、ISBN 1401211232
  4. 2007年5月、ISBN 1401211240
  5. 2007年8月、ISBN 1401211259
  6. 2007年12月、ISBN 1401214371
  7. 2008年3月、ISBN 1401217443